# Cryptotis montecristo
Cryptotis montecristo — вид ссавців родини землерийкових. Це ендемік Серро-Монтекристо (на стику Сальвадора, Гватемали та Гондурасу), де він живе на висотах від 2150 до 2418 над рівнем моря. Його довжина від голови до крупа становить 92 ± 4 мм. Його природне середовище існування — хмарні ліси.